# Apple Card
De Apple Card is een creditcard ontwikkeld door Apple Inc. in samenwerking met Goldman Sachs, die voornamelijk is ontworpen om gebruikt te worden in combinatie met Apple Pay op Apples apparaten zoals op de iPhone of Apple Watch. Op 6 augustus 2019 werd aan een aantal gebruikers een preview van de Apple Card vrijgegeven die hiervoor waren uitgenodigd. De lancering van de betaalkaart in de Verenigde Staten vond plaats op 20 augustus 2019.
In 2023 werd een spaarrekening met een gunstige rente geïntroduceerd voor Amerikaanse houders van een Apple Card.